# Ampheraster
Genre
Ampheraster est un genre d'étoile de mer de la famille des Pedicellasteridae.

## Liste des genres
Selon World Register of Marine Species (19 janvier 2015) :
- Ampheraster alaminos Downey, 1971 -- Caraïbes
- Ampheraster atactus Fisher, 1928 -- Californie du sud
- Ampheraster chiroplus Fisher, 1928 -- Californie du sud
- Ampheraster distichopus (Fisher, 1917)
- Ampheraster hyperonchus (H.L. Clark, 1913)
- Ampheraster marianus (Ludwig, 1905)

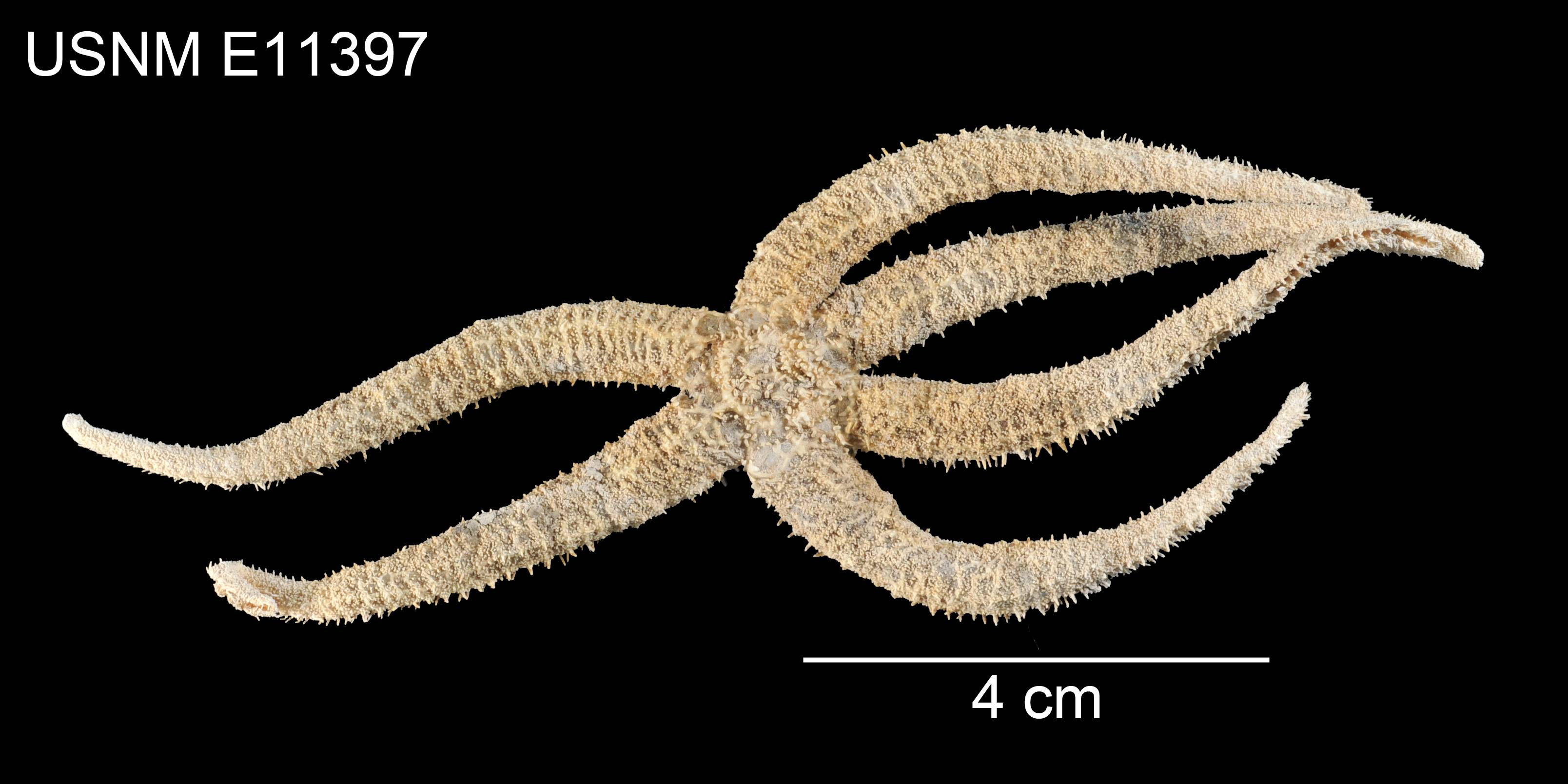
Ampheraster alaminos
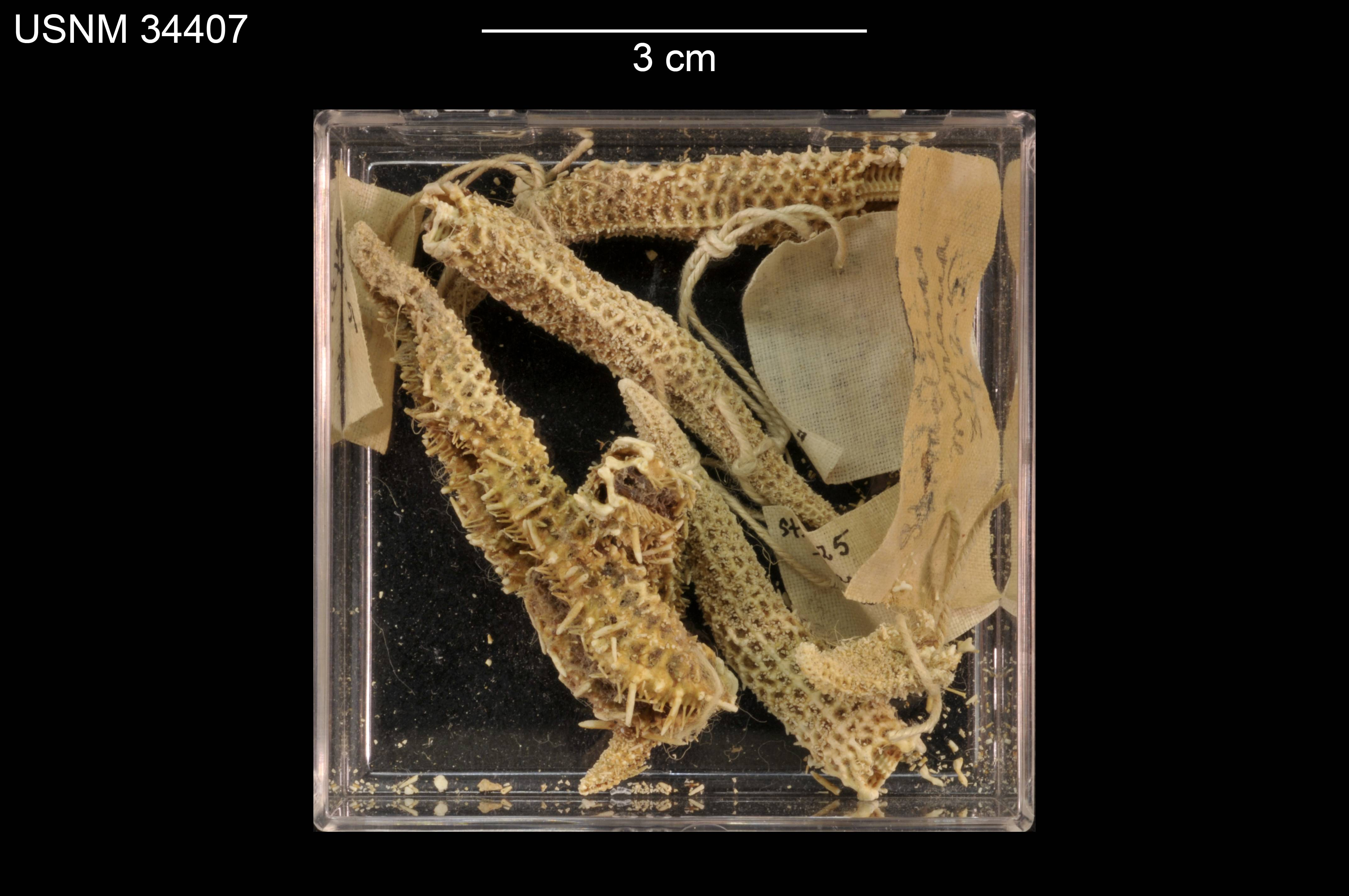
Ampheraster marianus